# Area 27 Motorsports Park
Der Area 27 Motorsports Park ist ein privates Motorsport-Resort mit einer Motorsport-Rennstrecke südöstlich der Kleinstadt Oliver, in der kanadischen Provinz British Columbia. Die permanente Test- und Club-Rennstrecke ist mit ca. 4,8 km Länge die längste der Region und wurde 2016 eröffnet.

## Geschichte
Die Anlage wurde vom Geschäftsmann und Rennfahrer Bill Drossos initiiert der Anfang der 2000er Jahre zusammen mit seinen späteren Geschäftspartnern Trevor Seibert, David King und Jacques Villeneuve in der Formula 2000 und der GM Motorsport Series zusammentraf. Nachdem Drossos 2012 das geeignete Grundstück für ein geplantes Race Resort erworben hatte, gründeten die 4 Partner die South Okanagan Motorsports Corporation um den Bau der Strecke zu realisieren. Die 227 Acres umfassende Anlage wurde in Anlehnung an die traditionelle Startnummer von Gilles Villeneuve benannt. Sein Sohn und Formel 1 Weltmeister Jacques Villeneuve war maßgeblich an der Streckengestaltung beteiligt. 
Die Bauarbeiten begannen am 2. Februar 2016 und dauerten sieben Monate, bis die ersten Runden am 30. August 2016 stattfanden. Die geplanten 300 Mitgliedschaften für das Resort wurden bis 2018 vollständig verkauft. 

## Streckenbeschreibung
Die gegen den Uhrzeigersinn zu befahrene Strecke umfasst 16 Kurven und kann über eine Kurzanbindung in etwa von in ihrer ursprünglichen Streckenlänge von 4,8 km halbiert werden. Die Anlage umfasst zusätzlich eine separate Kartbahn und einen Offroad-Circuit.
Bedingt durch seine Lage am südlichen Ende des Okanagan Valley, herrscht hier ein außergewöhnlich warmes und trockenes Klima vor. Sommertemperaturen von über 30 °C sind üblich und die Wintertemperatur ist relativ mild.

## Veranstaltungen
Der Area 27 Motorsports Park ist exklusiver Austragungsort der seit 2018 bestehenden Radical Canada West Series, die Radical Canada West Series, die seit 2021 alle ihre Rennen auf der Strecke austrägt. Daneben startet seit 2021 auch die regionale Avion Motorsports RS1 Series die mit Nascar-Einsatzwagen auf verschiedenen Strecken im Nordwesten der USA und in British Columbia ausgefahren wird.
Auf der Strecke sind zwei Rennfahrerschulen stationiert: die von Kees Nierop geleitete Academy 27, die in Zusammenarbeit mit dem Porsche Centre Kelowna die Academy 27 Pro Ride Experience anbietet, und die Camaro Driving Academy.